# Lysolístek
Lysolístek (Leiophyllum) je bývalý rod rostlin z čeledi vřesovcovité. V současné taxonomii je součástí rodu mamota (Kalmia). Jsou to vápnostřežné keře s lesklými listy a načervenalým nádechem květních pupenů.

## Výskyt
Přirozeně se vyskytuje v Severní Americe (New Jersey Pine Barrens, Blue Ridge, v horách Severní Karolíny a Tennessee).

## Druhy
- Leiophyllum buxifolium - 50 cm vysoký keřík
- Leiophyllum lyoni
- Leiophyllum prostratum
- Leiophyllum pyrolaeflorum
- Leiophyllum pyroliflorum
- Leiophyllum serpyllifolium
- Leiophyllum thymifolium